# Lughnasadh

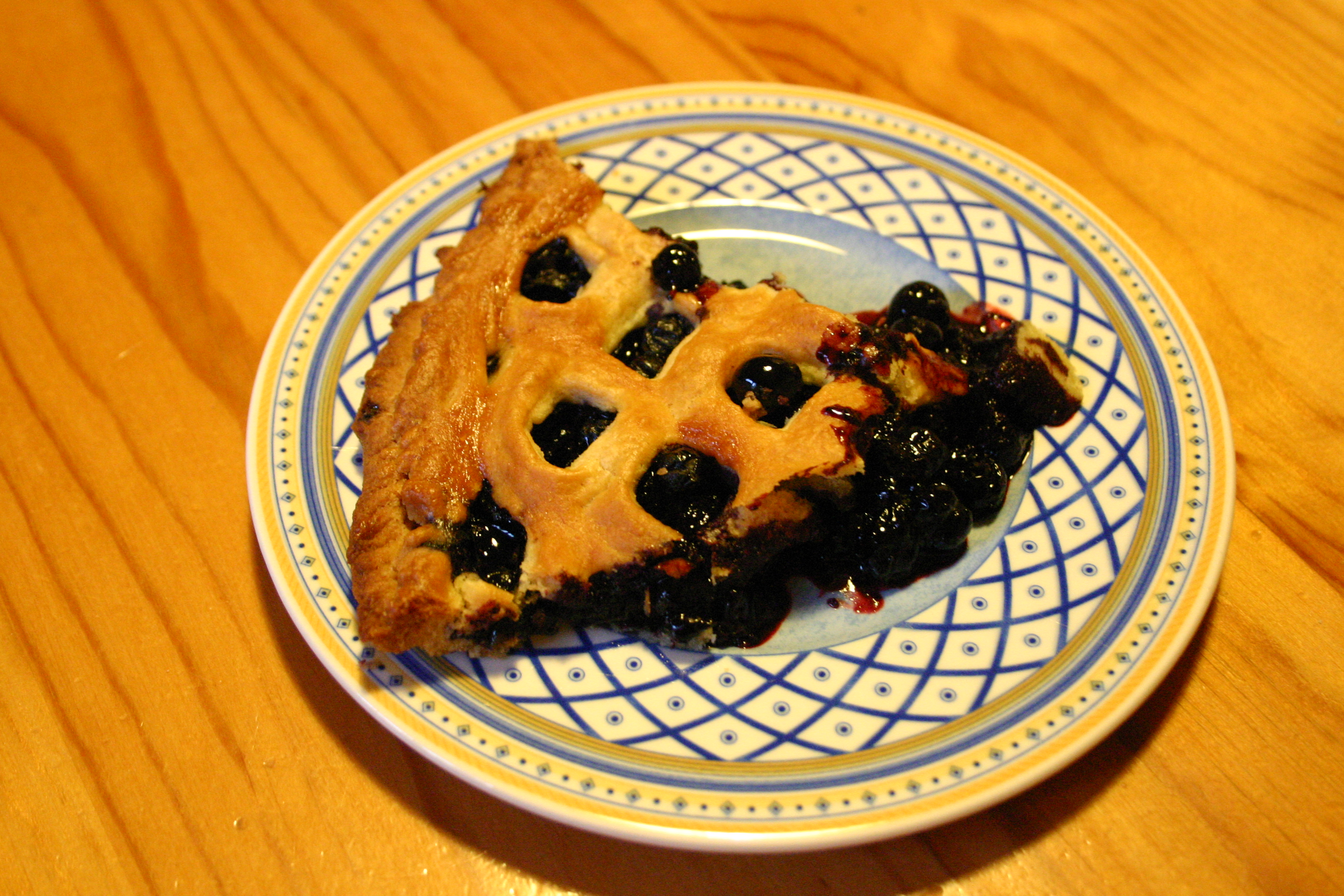
Deze taart uit Dublin wordt geassocieerd met Lúgnásádh, de vruchten worden geplukt op de laatste zondag van juli

Lughnasadh (Gallisch: Lugunassatis, Oudiers: Lúghnásádh of Lúghnása, Iers: Lúnasa, Schots-Gaelisch: Lùnasdal, Welsh: Calan Awst) is een van de vier belangrijke festivals uit de pre-Christelijke Keltische kalender. Het werd geassocieerd met de vruchtbaarheid van moeder aarde, en traditioneel gevierd op de vooravond van 1 augustus tijdens de oogstperiode. Men vierde dan de overvloed van de natuur en het begin van de herfst. 
Het wordt ook vertaald als het huwelijk van Lugh en was aan deze lichtgod of zonnegod uit de Keltische mythologie toegewijd. 
In heel Europa vierden mensen deze feestdag met vuur en dans. De christelijke kerk heeft die dag de akkerwijding ingevoerd. Het festival liep van 15 juli tot 15 augustus. 
Behalve drie dagen van religieuze rituelen waren de vieringen ook een tijd van wedstrijden om kracht en handigheid. Een belangrijk ritueel was het met behulp van de eerste geoogste graanstengels vlechten van een figuur, de "graanmeid" of "graanpop".
In modern Iers is Lúnasa de naam voor de maand augustus, in het Schots heet de maand Lùnasdal.
Een festival dat met Lughnasadh overeenstemt werd door de Galliërs gevierd tot circa de eerste eeuw (zie Coligny kalender). Het was ook de datum waarop alle vertegenwoordigers uit Gallië bijeenkwamen aan het Condate-altaar in Gallo-Romeinse tijden.

## In het neopaganisme

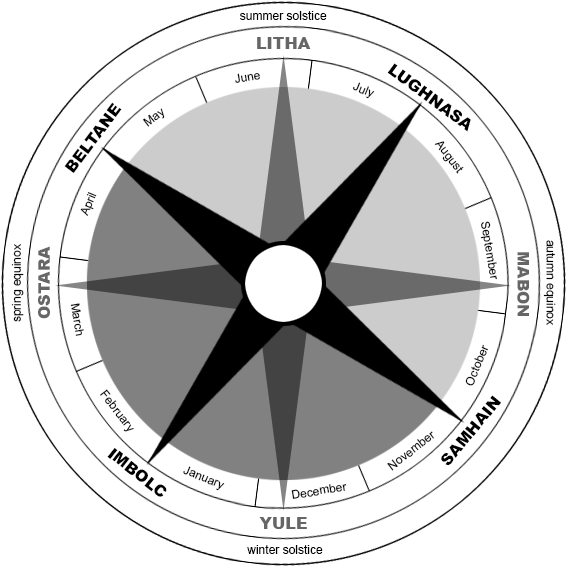
Het Wiel van het Jaar

In het neopaganisme is Lughnasadh een van de acht Sabbats of zonnefestivals in het jaarwiel. Het geldt als eerste van de drie herfstoogst festivals, (de andere twee zijn 
Mabon en Samhain). Dan wordt de God van het Graan herdacht. In zijn cyclus van stervend de mensen voeden en wedergeboorte wordt het graan als een aspect van de Zonnegod gezien.
Neopaganisten gebruiken ook de naam Lammas. Deze werd overgenomen van de naam die na de kerstening aan het feest was gegeven.
Zoals de naam uit de Angelsaksische taal hlafmæsse "loaf-mass" ("loaves festival") impliceert, is het een dankfeest voor het brood, als symbool voor de eerste vrucht van de oogst. Neopaganistische vieringen kunnen elementen van beide festivals hebben.
Lughnasadh wordt vaak als kruiskwartdag genoemd tussen zomersolstitium en de herfstequinox, het punt halfweg door het teken Leeuw op het noordelijk halfrond en Waterman op het zuidelijke.
Lughnasadh valt op de noordelijke hemisfeer samen met Imbolc op de zuidelijke. Als sabbat wordt het voorafgegaan door Midzomer en gevolgd door Mabon.